# Tour de Szeklerland
Le Tour de Szeklerland (officiellement Cycling Tour of Szeklerland) est une course cycliste disputée en Roumanie, dans le Pays sicule (Szeklerland en allemand), une région de la Transylvanie. Créé en 2007, il fait partie de l'UCI Europe Tour depuis 2008, en catégorie 2.2. Il est organisé par des collectivités locales et l'équipe cycliste Tusnad.

## Palmarès
| Année | Vainqueur              | Deuxième               | Troisième              |
| ----- | ---------------------- | ---------------------- | ---------------------- |
| 2007  | Zoltán Remák           | Péter Kusztor          | Rida Cador             |
| 2008  | Martin Hebík           | Gergely Ivanics        | Swetoslaw Tschanliew   |
| 2009  | Vitaliy Popkov         | István Cziráki         | Aurélien Passeron      |
| 2010  | Evgeni Gerganov        | Walter Pedraza         | Bruno Rizzi            |
| 2011  | Florian Bissinger      | Ioánnis Tamourídis     | Martin Grashev         |
| 2012  | Vitaliy Popkov         | Anatoliy Pakhtusov     | Matej Marin            |
| 2013  | Georgi Georgiev Petrov | Vitaliy Popkov         | Laurent Évrard         |
| 2014  | Stefan Hristov         | Georgi Georgiev Petrov | Oleg Berdos            |
| 2015  | Clemens Fankhauser     | Oleg Zemlyakov         | Serghei Țvetcov        |
| 2016  | Kirill Pozdnyakov      | Alexandr Shushemoin    | Matej Mugerli          |
| 2017  | Patrick Bosman         | Christian Mager        | Nicolae Tanovitchii    |
| 2018  | Nicolae Tanovitchii    | Oleksandr Prevar       | Andriy Bratashchuk     |
| 2019  | Jonas Rapp             | Paolo Totò             | Dominik Hrinkow        |
| 2020  | Jakub Kaczmarek        | Serghei Țvetcov        | Stanisław Aniołkowski  |
| 2021  | Alan Banaszek          | Daniel Auer            | Andrea Guardini        |
| 2022  | Szymon Rekita          | Emil Dima              | Maciej Paterski        |
| 2023  | Martin Messner         | Torbjørn Andre Røed    | Cristian Raileanu      |
| 2024  | Lev Gonov              | Michael Kukrle         | Matthias Schwarzbacher |
| 2025  | Dominik Neuman         |                        |                        |